# Motorno olje
Motorno olje je olje, ki se uporablja za mazanje različnih motorjev z notranjim zgorevanjem. Glavna naloga olja je, da  zmanjšuje obrabo gibljivih delov, prav tako tudi čisti, preprečuje korozijo, izboljšuje tesnenje in hladi motor z odvajanjem toplote.Prav tako odvaja tiste dele, ki bi lahko privedli do manjše učinkovitosti in degradacije motorja. 
Motorna olja so pridobljena na osnovi nafte in iz nenaftnih sintetiziranih kemičnih spojin. Motorna olja danes v glavnem zmešajo z osnovnimi olji, ki jih sestavljajo ogljikovodik, polialfaolefme (PAO) in polyinternal olefin  (PIO) in organskimi spojinami, ki so sestavljene samo iz ogljika in vodika. Osnovna olja v nekaterih visokozmogljivih motornih oljih pa vsebujejo do 20% masnih estrov.

## Uporaba
Motorno olje je mazivo, ki se uporablja pri motorjih z notranjim zgorevanjem za pogon avtomobilov, kosilnic, motornih generatorjev in mnogih drugih strojev. V motorju določeni deli povzročajo trenje, ki uporabno moč pretvarjajo v kinetično energijo za ogrevanje. To poveča porabo goriva, zmanjšuje moč in lahko vodi do okvare motorja.
Mazalno olje ustvarja film, ki ločuje površine sosednjih gibljivih delov, da se zmanjša neposreden stik med njima, zmanjšuje toploto zaradi trenja in zmanjša obrabo in tako ščiti motor. Pri delovanju, motorno olje prenaša toploto skozi konvekcijo, ta pa teče skozi motor s pomočjo zračnega toka nad površino oljne posode, hladilnika olja in nakopičeni naftni plini se izpraznijo skozi prezračevalni sistem (PCV - Positive Crankcase Ventilation).
V bencinskih motorjih, zgornji batni obroček dovoljuje, da motorno olje lahko doseže temperaturo do 160 °C. Pri dizelskih motorjih pa ta temperatura lahko preseže 315 °C. Motorna olja z višjim indeksom viskoznosti postanejo bolj tekoča pri višjih temperaturah.
Premazovanje kovinskih delov z oljem preprečuje, da bi bil ti izpostavljeni kisiku, zavira oksidacijo pri povišanih temperaturah delovanja, ki preprečujejo rjavenje oziroma korozijo. Motornim oljem dodajajo tudi korozijske inhibitorje oz. zaviralce korozije. Veliko motornih olj ima tudi detergente in dispergentne dodatke, ki pomagajo ohraniti motor čist in zmanjšujejo nastanek kopičanja motornih usedlin. Zaradi zgorevanja nastajajo saje, ki se odlagajo na notranjih površinah in se mešajo z oljem. Posledično rabljeno olje postane po določenem času črno.
V bloku motorja motornega vozila, motorno olje maže vrteče ali drseče površine med ležaji ročične gredi (glavni ležaji in končni ležaji) in palice, ki jih povezujejo bati na ročični gredi. Olje se zbira v oljni posodi, ki se nahaja na dnu bloka motorja. V nekaterih manjših motorjih (npr. kosilnici) so zajemalke potopljene v olju na dnu bloka motorja, zaradi potrebnega mazanja delov v notranjosti. V sodobnih motornih vozilih, oljna črpalka potiska olje iz oljne posode oz. korita in ga pošlje skozi oljni filter v mazalni sistem motorja.  
Motorno olje lahko služi tudi kot hladilno sredstvo. V nekaterih konstrukcijah olje razpršimo skozi šobo v okrovu batnice na bat in tako omogoča ohlajanje določenih delov, iz katerih seva visoka temperatura. Zaradi visoke viskoznosti, ni zmeraj primerno uporabiti motorno olje. V takih primerih je pametno izkoristiti druge izdelke, kot so WD-40 ali olje za honanje, kadar želimo, da je viskoznost srednjega razreda.
Olje tudi preprečuje korozijo. Večina olj ima aditive, ki se vežejo na kovinske površine in s tem preprečujejo korozijo. Prav tako skrbijo za izločanje vodnih molekul. Deluje tudi kot tesnilo npr. pri batu ali gredi. 

## Druga motorna olja
Primer je mazalno olje za štiritaktne motorje z notranjim zgorevanjem, ki se uporablja v prenosnih generatorjih električne energije in kosilnicah. Drug primer je dvotaktno olje za mazanje dvotaktnih motorjev ali motorjev z notranjim zgorevanjem v dveh ciklih, ki jih najdemo v snežnih frezah, motornih žagah, nekaterih modelih letal, vrtni opremi na bencinski pogon, kot npr. žaga za živo mejo, puhalnikih za listje. Pogosto ti motorji niso izpostavljeni temperaturnim razlikam, tako da so ta olja lahko nizko viskozna olja.
V majhnih dvotaktnih motorjev, se lahko olje predhodno zmeša z bencinom ali gorivom, bencin oz. nafta : razmerje olja; 25:1 , 40:1 ali 50:1. Večji dvotaktni motorji, ki se uporabljajo v čolnih in motornih kolesih, imajo sistem vbrizg olja in ne sistem že vnaprej pripravljene mešanice. Sistem vbrizgavanja olja se ne uporablja za majhne motorje, ki se uporabljajo pri strojih, kot so snežne freze in panulo motorjih, saj je sistem vbrizg olja predrag za manjše motorje in bi zavzeli preveč prostora. Lastnosti olja se razlikujejo glede na individualne potrebe teh naprav. Brezdimna dvotaktna olja so sestavljena iz estrov ali poliglikolov. Okoljska zakonodaja, še posebej v Evropi, spodbuja uporabo dvotaktnega olja na osnovi estrov.

## Lastnosti
Večina motornih olj je narejena iz težjega, debelejšega naftnega ogljikovodika, pridobljenega iz nafte, z dodatki za izboljšanje določenih lastnosti. Večina tipičnega motornega olja je sestavljena iz ogljikovodikov z 18 in 34 atomov ogljika v molekuli. Ena od najpomembnejših lastnosti motornega olja, pri vzdrževanju mazivnosti med gibljivimi deli, je njegova viskoznost. Viskoznost tekočine si lahko predstavljate kot njegovo "debelino". Viskoznost mora biti dovolj visoka, za ohranitev mazalnega filma, vendar dovolj nizka, da olje lahko teče okoli delov motorja v vseh pogojih. Indeks viskoznosti je merilo, za koliko se viskoznosti spremeni pri temperaturnih spremembah. 
Olje je večinoma sestavljena iz ogljikovodikov, ki so vnetljivi. Še ena pomembna lastnost motornega olja je vnetišče, najnižja temperatura, pri kateri olje oddaja hlape in se lahko vžge. To je zelo nevarno saj se olje v motorju lahko vžge, zato je visoko plamenišče zaželeno. Na rafineriji nafte, z destilacijo ločijo frakcije motornega olja od ostalih frakcij surove nafte, tako odstranjujejo hlapne sestavine, in s tem povečuje plamenišče olja je (zmanjšanje nagnjenosti k vžigu).
Druga lastnost motornega olja je njegovo TBN število, ki je merilo za alkalnost olja, sposobnost, da nevtralizira kisline. Nastala količina je določena v mg KOH/(gram maziva). Podobno je TAN število, ki je merilo za kislosti maziva. Drugi testi vključujejo cink, fosfor ali vsebnost žvepla  in testiranje za prekomerno penjenje.

## Stopnje olj
Society of Automotive Engineers - Združenje avtomobilskih inženirjev (SAE) je vzpostavilo sistem za razvrščanje motornih olj glede na njihove značilnosti - viskoznosti. SAE je viskoznost sortiralo od nizke do visoke viskoznosti: 0, 5, 10, 15, 20, 25, 30, 40, 50 ali 60. Številke 0, 5, 1 , 15 in 25 so ločene v skladu črko W, ki označuje, da so "zimske ". Številka 20 prihaja z ali brez W, odvisno od tega, ali se uporablja za označevanje za hladno ali toplo stopnjo viskoznosti. 
Kinematična viskoznost je ocenjena z merjenjem časa, ki je potreben za standardno količino olja, da teče skozi standardno odprtino, pri standardnih temperaturah. Dlje traja, večja je viskoznost in s tem višje SAE kode.

### Single-grade olja ali eno-razredna olja
Single-grade motorno olje, kot je opredeljeno v SAE J30, ne more uporabljati polimerovih dodatkov za izboljšanje indeksa viskoznosti. SAE J300 je ustanovila enajst viskoznosti, od katerih je šest zimskih - stopnje, z oznako W.  Viskoznostne stopnje so 0W, 5W, 10W, 15W, 20W, 25W, 20, 30, 40, 50 in 60. Te številke so pogosto navedene kot "teža" motornega olja in eno-razredna motorna olja se pogosto imenujejo "enako težka" olja .
Za zimska single-grade olja, je dinamična viskoznost merjena pri različnih nizkih temperaturah, določenih v J300. Na osnovi najnižje temperature, ki jo olje prestane, se nafta uvrstiti kot SAE viskoznostna 0W , 5W , 10W , 15W , 20W ali 25W . Nižji razred viskoznosti označuje, nižjo temperaturo olja, ki jo lahko prenese. Na primer, če olje prenese specifikacije za 10W in 5W, vendar ne za 0W, to pomeni, da olje mora biti označeno kot SAE 5W. To olje ne more biti označeno bodisi kot 0W ali 10W.

### Multi-grade olja
Temperaturnemu območju, kateremu je izpostavljeno olje večine vozil je lahko široko, od nizkih temperatur v zimskem času preden se vozilo zažene, do delovne temperature, ko se vozilo v celoti ogreje v vročem poletnem vremenu. Posebna olja imajo visoko viskoznost pri nizkih temperaturah in nižjo viskoznost pri delovni temperaturi motorja. Da bi bila razlika v viskoznosti čim manjša, obstajajo dodatki imenovani dodatki za izboljšanje viskoznosti indeksa. Ti dodatki se uporabljajo za izdelavo multigradnega motornega olja. 
SAE oznaka za multigradna olja vključuje dve viskoznosti, na primer 10W- 30 označuje večjo vsebnost kurilnega olja. Ti dve številki, ki se uporabljata posamično sta opredeljeni s SAE J300 za enkratno frakcijo nafte. 

## Standardi

### American Petroleum Institute -API
Določa minimalne standarde glede energetske učinkovitosti maziv. Motorno olje se uporablja za mazanje, hlajenje in čiščenje motorjev z notranjim zgorevanjem. Mazivne osnove so razvrščene v pet skupin, ki jih določil API.
Grupa I – olja pridobljena s procesom izločanja s topilom ali s procesom imenovanim Hydro-finnishing. Indeks viskoznosti med 80 in 120 (po SAE). Nasičenost molekul manj kot 90% in vsebnost žvepla nad 0.03%.
Grupa II – pridobljena s postopkom imenovanim hydrocracking ali s procesom odstranjevanja voska preko katalize. Indeks viskoznosti med 80 in 120, nasičenost nad 90%, vsebnost žvepla pod 0.03%. Olja grupe II imajo boljše protikorozijske lastnosti, saj je večina ogljikovih molekul nasičenih. Značilnost takšnih olj je prozorna barva. 
Grupa III – pridobljena v postopku imenovanem isohidromeratizacija in hidrocrackingom. Pridobivajo ga iz nižjih skupin olj ali v procesu izločanja voska. Nasičenost preko 90%, vsebnost žvepla manj kot 0.03%, indeks viskoznosti preko 120. 
Grupa IV – PAO sintetika oz Poli-Alfa-Olefini. Ker imajo olja na bazi mineralnega olja ali surove nafte veliko nečistoč, se je industrija odločila izdelati umetna olja sestavljena iz popolnoma enakih molekul brez nečistoč. PAO sintetika je torej olje, ki je izdelano iz popolnoma čiste osnove enakih molekul in ne vsebuje mineralne osnove ali voskov. PAO sintetiko so prvič izdelali med drugo svetovno vojno za letalsko industrijo. PAO olja imajo veliko prednosti pred mineralnimi olji. So bolj obstojna, nimajo nečistoč, vse molekule olja se obnašajo popolnoma enako, imajo odlične lastnosti pri nizkih temperaturah in preprečujejo nabiranja kislin. Prav tako imajo visoko vrednost HTHS v primerjavi z mineralnim oljem in njihovimi derivati. Med proizvajalce PAO sintetike spadajo Motul, Mobil, Fuchs, Amsoil, Redline idr. Toda ker so v zadnjih letih olja grupe III doživele velik prodajni razmah je njihovo izdelovanje znižalo stroške proizvodnje za polovico in PAO sintetika počasi izginja zaradi previsokih stroškov izdelave kljub boljšim sposobnostim, ki pa jih olja bazne grupe III počasi že dohitevajo. 
Grupa V – estri in PAG (poli alkilen glikol) sintetika ter druga sintetika, ki ni zajeta v IV grupi. Ester olja se pridobivajo iz nasičenih maščob rastlin in živali, ki jih potem kemično spremenijo v estre, diestre in poliestre. Spadajo med najbolj draga motorna olja in presegajo vse lastnosti ostalih baznih grup. Olja z ester bazo so predvsem namenjena za dirkanja ali vožnjo pod ekstremnimi pogoji in navadno niso namenjena navadnim uporabnikom. Takšna olja proizvajajo Motul, Redline, Millers Oils in Fuchs. 
Skupine I in II , so pogosto navedene kot mineralna olja, skupina III je običajno imenovana sintetična (razen v Nemčiji in na Japonskem, kjer pa ne smejo biti imenovani sintetična) in skupina IV je prav tako sintetično olje. Skupina V so bazna olja in so zelo raznolika.
Opomba: Povzeto po: OpieOils.co.uk

### ILSAC
ILSAC skupaj z API ustvarja najnovejše bencinsko olje, pri čemer ILSAC opravlja dodatna testiranja o ekonomičnosti porabe goriva. Olja z oznako GF-4 bodo tako zamenjala olja GF-5.

### ACEA
ACEA (Association des Constructeurs Européens d'Automobiles) je združenje, ki opravlja teste na evropskem trgu, ki so bolj strogi kot pri API in ILSAC

### JASO
JASO- je japonska organizacije, ki je prav tako razvila svoje standarde, za bencinske motorje japonskega porekla. Za bencinske štiritaktne motorje uporablja standard JASO T904, ki je namenjen za motorna kolesa.Pri dvotaktnih bencinskih motorjih pa uporabljajo standard z oznako JASO M345

### ASTM
Pri ASTM so bili neuspešni, izgubili so 12 let dela, zaradi nezadostni HTHS viskoznosti olja.

## Drugi dodatki
Za izboljšanje indeksa viskoznosti, proizvajalci v motorno olje pogosto vključujejo tudi druge dodatke, kot so detergenti in disperzije, da pripomorejo k ohranitvi čistega motorja, tako da odstranjujejo blato, ki nastane. Večina komercialnih olj ima minimalno količino cinkovega dialkyldithiophosphate kot proti obrabni dodatek za zaščito kovinske površine. Količina cinka dialkyldithiophosphate mora biti omejena, da ne povzroči škodljivega vpliva na katalizator. 
Na trgu so tudi drugi dodatki, ki se dodajajo v olje. Nekateri od teh dodatkov vključujejo:
- EP aditive, kot so cink dialkyldithiophosphate (ZDDP), sulfonati,ki so na voljo potrošnikom za dodatno zaščito v ekstremnih pogojih (tlak). Kalcij sulfonati so dodatki za zaščito motornega olja in za preprečevanje nastajanja blata.
- Nekatera olja vsebujejo molibden disulfid, ki naj bi po nekaterih trditvah zmanjšal trenje in preprečeval obrabo. Glavna pomanjkljivost molibden disulfida je antracit črna barva, tako da olje, ki je obdelano z njo je težko razločiti od saj napolnjenega motornega olja.
- Leta 1980 in 1990 so bili na voljo potrošnikom, na primer, " Slick50 ", ki večajo sposobnost motornega olja, da deluje kot plašč in zaščito kovinske površine. Obstajajo nesoglasja glede dejanske učinkovitosti teh proizvodov, saj lahko koagulirajo in zamašijo oljni filter in prehode v motorju.
- Številni uporabljajo perfluoropolymers kot so PTFE (teflon) ali mikronizirani PTFE za zmanjševanje trenje med kovinskimi deli. Vendar pa je uporaba omejena saj PTFE niso topni v olju. Njihova uporaba je vprašljiva in je odvisna predvsem od zasnove motorja - tisti, ki ne more ohraniti razumne pogoje mazanje bi lahko imeli korist, medtem ko je pravilno zasnovan motor s filmom olja dovolj debel ne bi videl nobene razlike.

EP aditivi se ne smejo uporabljati pri nekaterih motornih kolesih, ki imajo mokro sklopko.

## Sintetična olja
So izdelana na podlagi oljne baze (sintetične), ustvarjene posebno, glede na nalogo, katero bo izpolnjevalo olje v motorju. Njene lastnosti so izdelane "po meri", medtem, ko v primeru mineralnih olj, so izid tega, kar je nastalo v naravi. V zvezi s tem ima sintetično olje veliko večjo trajnost – odpornost na visoko temperaturo, kar povzroča, da se ne usede v obliki oljne usedline na notranjih delih motorja, in ne pospešuje njegovo obrabo; pri nizki temperaturi je tekoče, in ne povzroča težav pri vžigu motorja (npr. zjutraj po mrzli noči); pri visoki temperaturi ima visoko zmogljivost mazalne plasti, kar omogoča eksploatacijo na mejah obremenitve motorja, oz. v ekstremnih klimatskih razmerah; zaradi nizkih uporov pretoka, ki postanejo npr. v oljni črpalki, omogoča varčevanje z gorivom.

## Vzdrževanje
Menjava olja in filtra je odvisna od načina vožnje. Zmotno ali zavajajoče je mišljenje nekaterih mehanikov in tudi voznikov da »ta olje je za 30.000 km«. Nikoli ni olje pogoj za zamenjavo  tega pač pa je pogoj izključno vaš način vožnje. Navadno je opozorilo  za predčasno zamenjavo olja glede pogoja vožnje  v navodilih za uporabo avtomobila. 
Proizvajalci avtomobilov vedno priporočajo polovični interval pri težkih pogojih vožnje kar pomeni:
- vleka tovorne ali počitniške prikolice,
- več kot 50% vožnje v mestnem režimu,
- več kot 50% vožnje pod hitrostjo pod 50 km/h,
- ponavljajoče kratke razdalje (manj kot 7-8 km) pri temperaturi ozračja pod 0 °C,
- pogosti tek motorja pri najnižjem številu vrtljajev, dolge razdalje pri nizkih hitrostih (taksi, dostava na dom),
- ko se vozilo daljši čas ne uporablja.

V starem filtru se zadržujejo nečistoče, in približno od 2-4 dcl starega olja. Nečistoče se zaradi obvodnega (by-pass) ventila, ki spusti hladno olje vključno z nečistočami mimo filtra, saj bi sicer zaradi gostote olja lahko prišlo do poškodbe filtrirnega papirja, pomešajo z novim oljem, kar povzroči takojšno poslabšanje kvalitete novega olja.
Zelo pomembno je tudi kakšna olja uporabljamo pri zamenjavi. Proizvajalec vedno priporoča najboljše olje, ki ga odobri s svojimi normami. V primeru, da  priporočenega olje ne dobite na trgu vam vedno ponudi tudi alternativno normo. Proizvajalci olj imajo na spletnih straneh vedno katalog s priporočenimi olji, ki so odobreni s strani proizvajalca avtomobilov. V primeru, ko na pooblaščeni servis prinesete s seboj lastno olje z normo, ki jo je odobril proizvajalec vašega avtomobila je serviser dolžan to olje tudi naliti v motor. Olje kupujte po normah predpisanih za vaš motor, ne pa po znamki in gradaciji. Enako normo imajo lahko mineralna, pol-sintetična in sintetična olja. Razlika je, da sintetična olja mažejo bolj  kvalitetno. Izredna mazalna sposobnost se pokaže  pri  hladnih  zagonih, kjer  po navadi  največkrat  pride  do največjih  obrab  motorja. Zaradi  tanjšega  oljnega  filma  je tudi  trenje manjše,posledično  pride do nižje temperature v motorju, podaljša se življenjska doba motorja in katalizatorja ter zmanjša poraba goriva.

## Ponovno rafinirano motorno olje
Olje v motorju sčasoma izgublja svoje mazivne lastnosti in s tem povzroča obrabo motorja. Ponovno rafiniranje očisti iz umazanega olja nečistočo in dodatke, ki so se uporabljaji. Destilacija obsega vrsto rafinacijskih procesov, ob katerimi se odstranjuje nezaželene sestavine nafte. Prva faza rafinacije je ogrevanje nafte do vrenja. Vrela tekočina je razdeljena po teži na različne tekočine in pline v destilacijski koloni. Tekočine se uporablja pri proizvodnji bencina, nafte, pogonskega olja itn.

## Pakiranje-embalaža
Motorna olja so se prodajala na drobno v steklenicah, pločevinkah in metal/kartonskih paketih, pred prihodom polietilenske plastične steklenice, ki se je začela pojavljati leta 1980. Za večkratno uporabo so bili nastavki narejeni ločeno od pločevink. Nastavki omogočajo  enostaven način za nalivanje olja. Danes motorno olje običajno prodajajo v plastenkah 1L, kot tudi v večjih plastičnih posodah, ki segajo od približno 4,4 do 5 litrov. Večina malih in srednjih motorjev zahtevajo okoli 3,6-5,2 litra motornega olja.